# جوزپه د سانتیس
جوزپه د سانتیس (ایتالیایی: Giuseppe De Santis؛ ۱۱ فوریهٔ ۱۹۱۷ – ۱۶ مهٔ ۱۹۹۷) کارگردان اهل ایتالیا بود.

## فیلم‌شناسی
- دون پاسکواله (۱۹۴۰)
- شکار غم‌انگیز (۱۹۴۷)
- برنج تلخ (۱۹۴۹)
- رم ساعت ۱۱:۰۰ (۱۹۵۲)
- شوهری برای آنا (۱۹۵۳)
- روزهای عاشقی (۱۹۵۴)
- گرگ‌ها (۱۹۵۶)
- جاده یک‌ساله (۱۹۵۸)
- حمله و عقب‌نشینی (۱۹۶۵)

## جوایز و افتخارات
- برنده جایزه صدف زرین در جشنواره فیلم سن‌سباستین (۱۹۵۵) بخاطر فیلم روزهای عاشقی
- نامزد فهرست برندگان و نامزدهای جایزه اسکار بهترین فیلم غیر انگلیسی‌زبان (۱۹۵۸) بخاطر فیلم جاده یک‌ساله